# Kandahar
Kandahār (eller Qandahār) er en by i det sydlige Afghanistan med omkring 500.000 indbyggere (anslået antal fra 2012). Det er den næststørste by i Afghanistan og en vigtig handelsby for især landbrugsprodukter. Den er hovedstad i provinsen Kandahar. Der er en international lufthavn og vejforbindelser til bl.a. Quetta i Pakistan. Sammen med Peshawar er Kandahar hovedby for pashtunerne.

## Historie
Kandahar blev grundlagt i det 4. århundrede f.Kr. af Alexander den Store nær oldtidsbyen Mundigak fra omkring 3000 f.Kr. Byen har været et yndet mål for erobringer på grund af dens strategiske placering i Centralasien for først indiske kejsere, og siden arabere, tyrkere og mongoler.
Stormogulen Babur genforenede Kandahar med Indien i det 16. århundrede. Hans søn Humayun tabte Kandahar til shahen af Persien. Humayuns søn Akbar genvandt Kandahar og Kabul, men de efterfølgende stormoguler tabte området.
Den kom på afghanske hænder i 1708, da Mir Wais erobrede byen. Han døde i 1715, og fra 1738-1747 tilhørte byen igen den persiske Nader Shah.
Afghanistans grundlægger, Ahmad Shah Durrani, indtog byen i 1747 og gjorde den året efter til hovedstad i sit nye kongedømme. i 1780'erne blev hovedstaden flyttet til Kabul.
Britiske styrker holdt byen besat i den 1. engelsk-afghanske krig (1839-1842) og fra 1879 til 1881.
Under den sovjetiske besættelse af Afghanistan 1979-1989 var Kandahar under sovjetisk kontrol. I 1994 startede Taliban i Kandahar, hvorfra de tog ud for at erobre de sydlige, østlige og centrale dele af Afghanistan. Byen er stadig bevægelsens åndelige centrum.